# Anna Lee (aktorka)
Anna Lee (ur. 2 stycznia 1913 w Ightham, zm. 14 maja 2004) – brytyjska aktorka filmowa i telewizyjna.

## Filmografia

### Seriale
- 1947: Kraft Television Theatre
- 1958: Peter Gunn jako siostra Thomas Aquina
- 1958: 77 Sunset Strip jako Lea Franklin
- 1962: Spotkanie z Alfredem Hitchcockiem jako Roberta Saunders
- 1965: Combat! jako siostra Lescaut
- 1967: Strzały w Dodge City jako Amy Bassett
- 1968: Mannix jako pani Harriman
- 1970: Mission: Impossible jako Maria Malik
- 1972: Ulice San Francisco jako pani Claridge
- 1997: Port Charles jako Lila Quartermaine

### Filmy
- 1932: Say It with Music
- 1934: Lucky Loser jako Usula Hamilton
- 1937: Kopalnie króla Salomona jako Kathy O'Brien
- 1940: Siedmiu grzeszników jako Dorothy Henderson
- 1941: Zielona dolina jako Bronwyn, żona Ivora
- 1942: Latające Tygrysy jako Brooke Elliott
- 1943: Kaci także umierają jako Mascha Novotny
- 1947: Duch i pani Muir jako pani Fairley
- 1948: Fort Apache jako pani Emily Collingwood
- 1961: Dwaj jeźdźcy jako pani Malaprop
- 1962: Człowiek, który zabił Liberty Valance’a jako pani Prescott (niewymieniona w czołówce)
- 1962: Jack the Giant Killer jako Lady Constance
- 1962: Co się zdarzyło Baby Jane? jako pani Bates
- 1962: Bunt na Bounty (niewymieniona w czołówce)
- 1964: Niezatapialna Molly Brown jako pasażerka Titanica w szalupie ratunkowej
- 1965: Dźwięki muzyki jako siostra Margaretta
- 1977: Eleonora i Franklin jako Laura Delano
- 1959: Konnica jako pani Buford
- 1989: Wysłuchaj mnie jako babcia Garsona

## Wyróżnienia
Ma swoją gwiazdę w Hollywoodzkiej Alei Gwiazd.